# Brețcu
Brețcu (Hongaars: Bereck) is een Roemeense gemeente in het district Covasna.
Brețcu telt 3.535 inwoners, voor het grootste deel etnische Hongaren. De gemeente is onderdeel van de etnisch Hongaarse regio Szeklerland. 
71% van de bevolking is etnisch Hongaars, 22% Roemeens.
Naast het hoofddorp bestaat de gemeente nog uit twee kernen; Mărtănuș (Kézdimartonos) en Oituz (Covasna) (Ojtoztelep).
De plaats heeft als bezienswaardigheid de oude Hongaars Gereformeerde kerk in het centrum en de opgraving van het Romeinse fort Augusta.
In 1332 werd de plaats voor het eerst genoemde als Beze. Ten oosten van het dorp ligt de Oituz kloof.
Bijzonder is dat Oituz (Ojtoztelep), dat gelegen is in de Oituskloof de meest oostelijk bewoonde plek is van het Szeklerland.

## Galerie

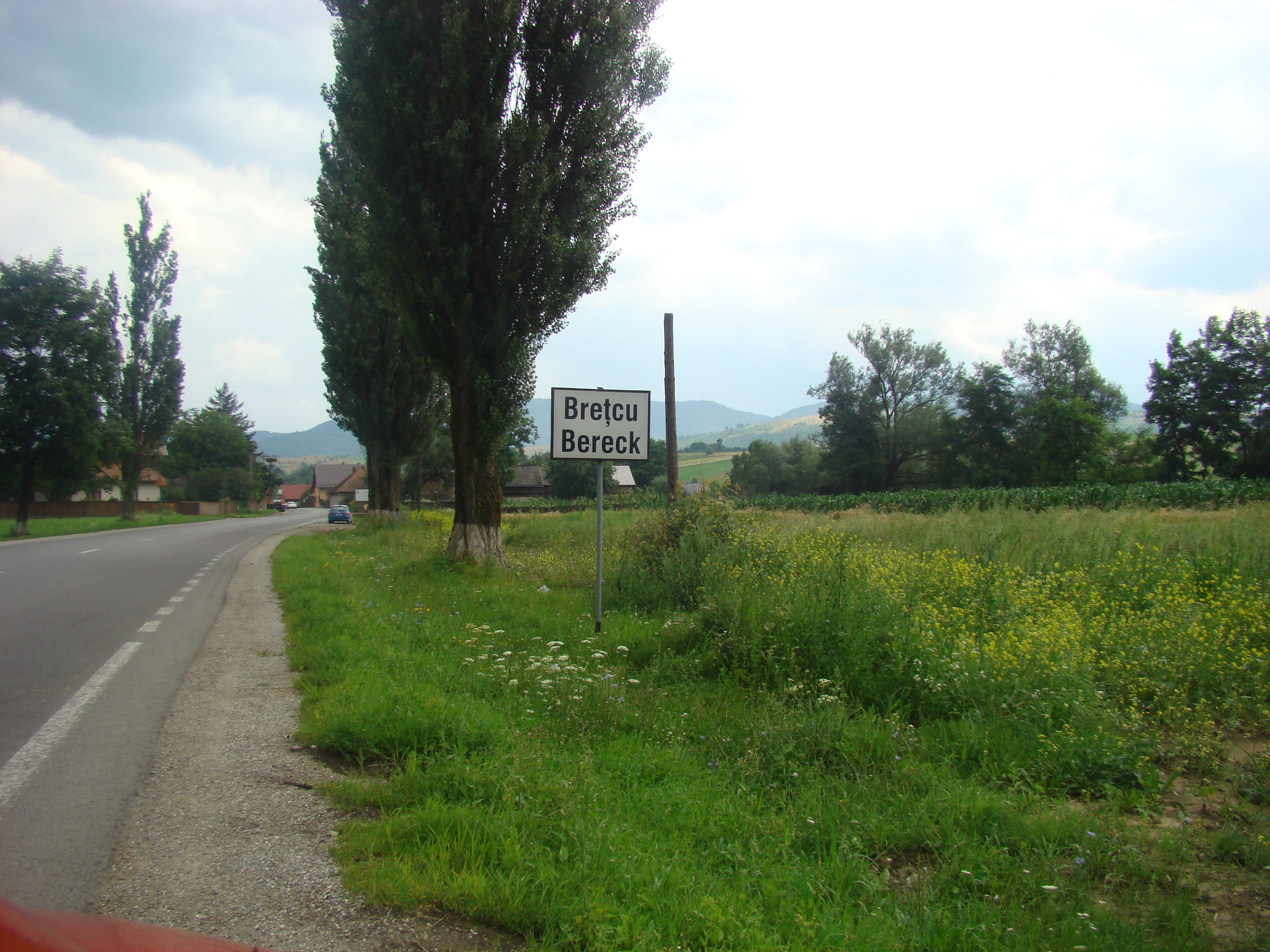
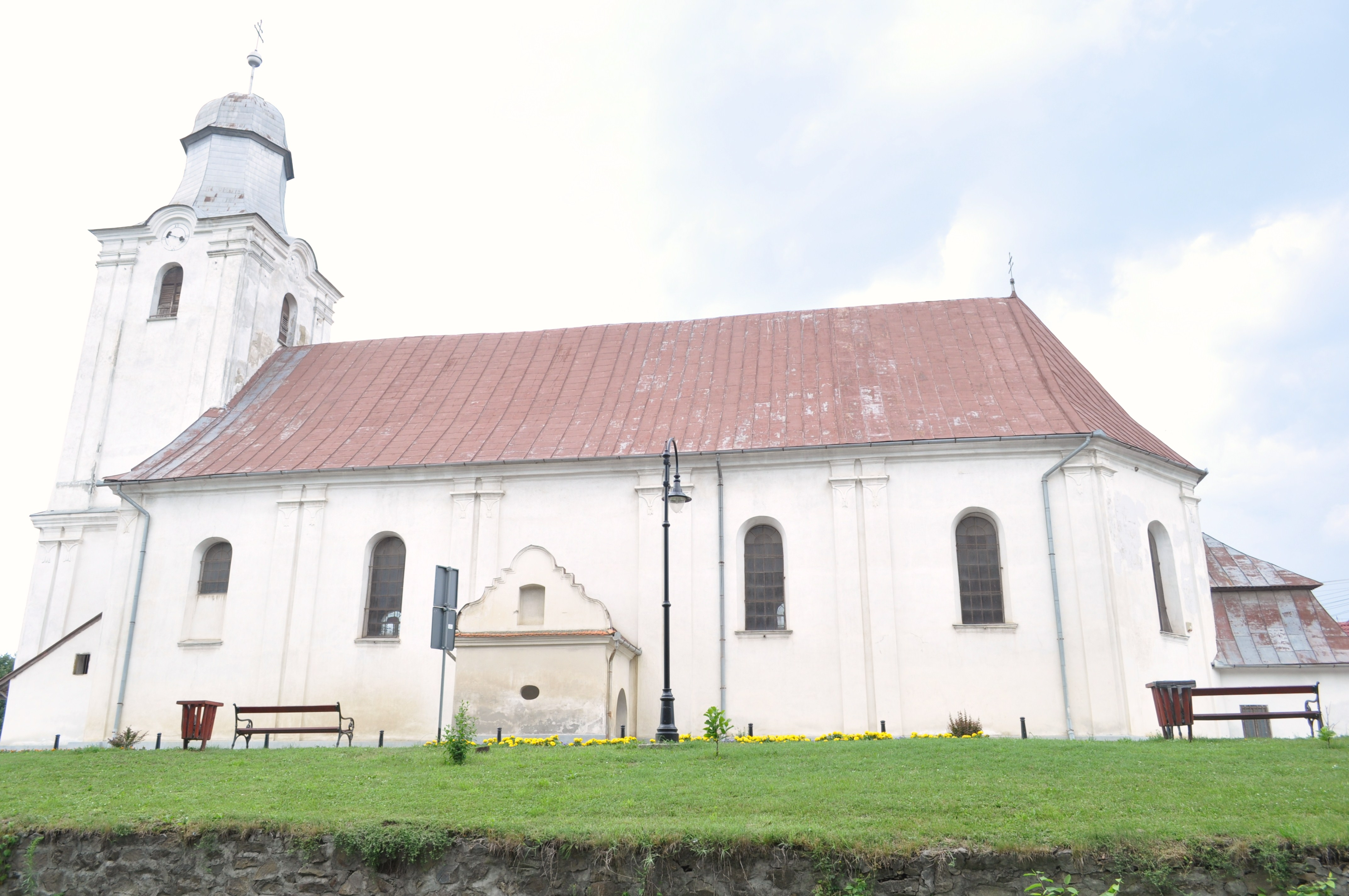
Rooms Katholieke kerk
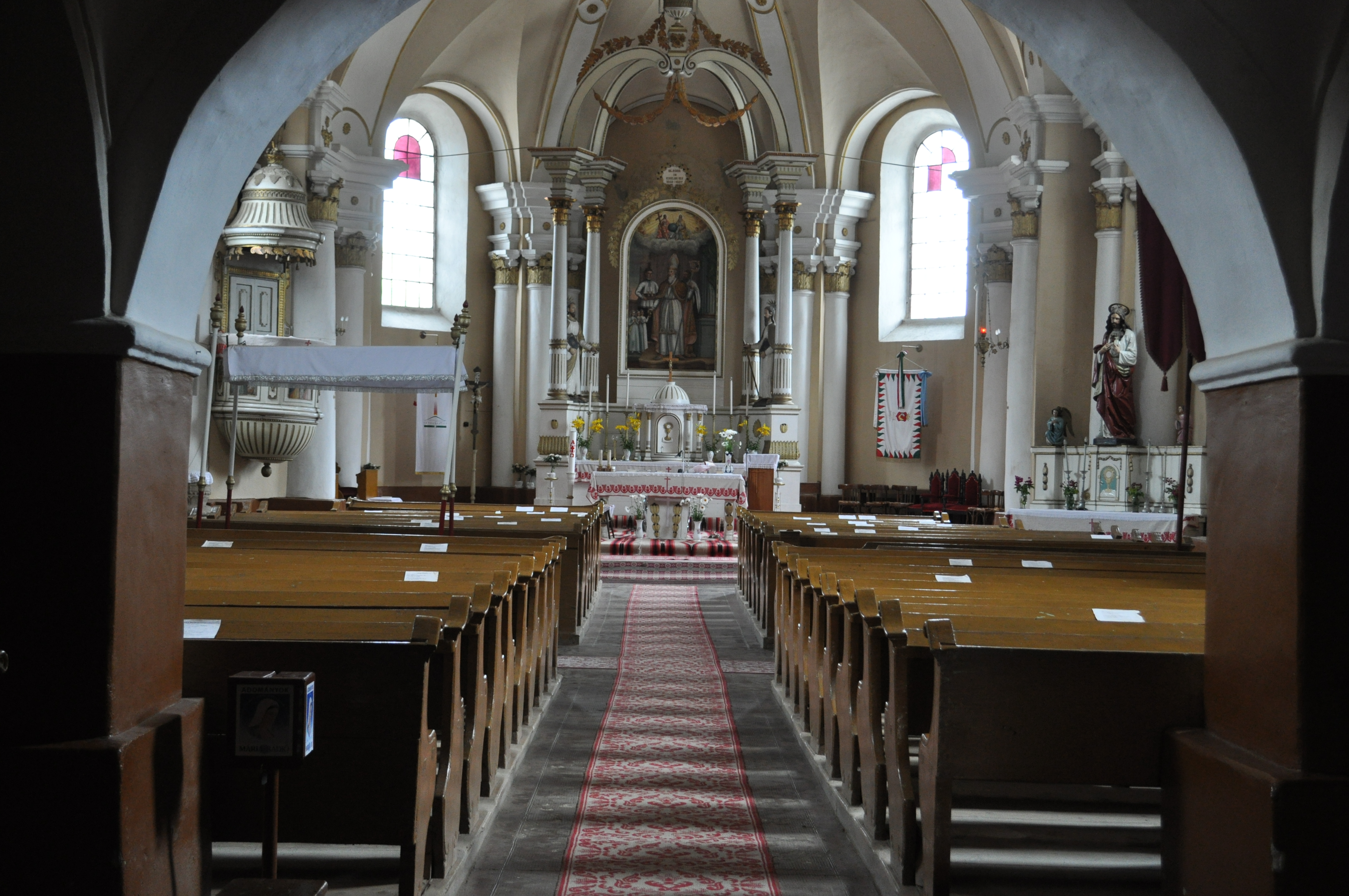
Rooms Katholieke kerk (interieur)
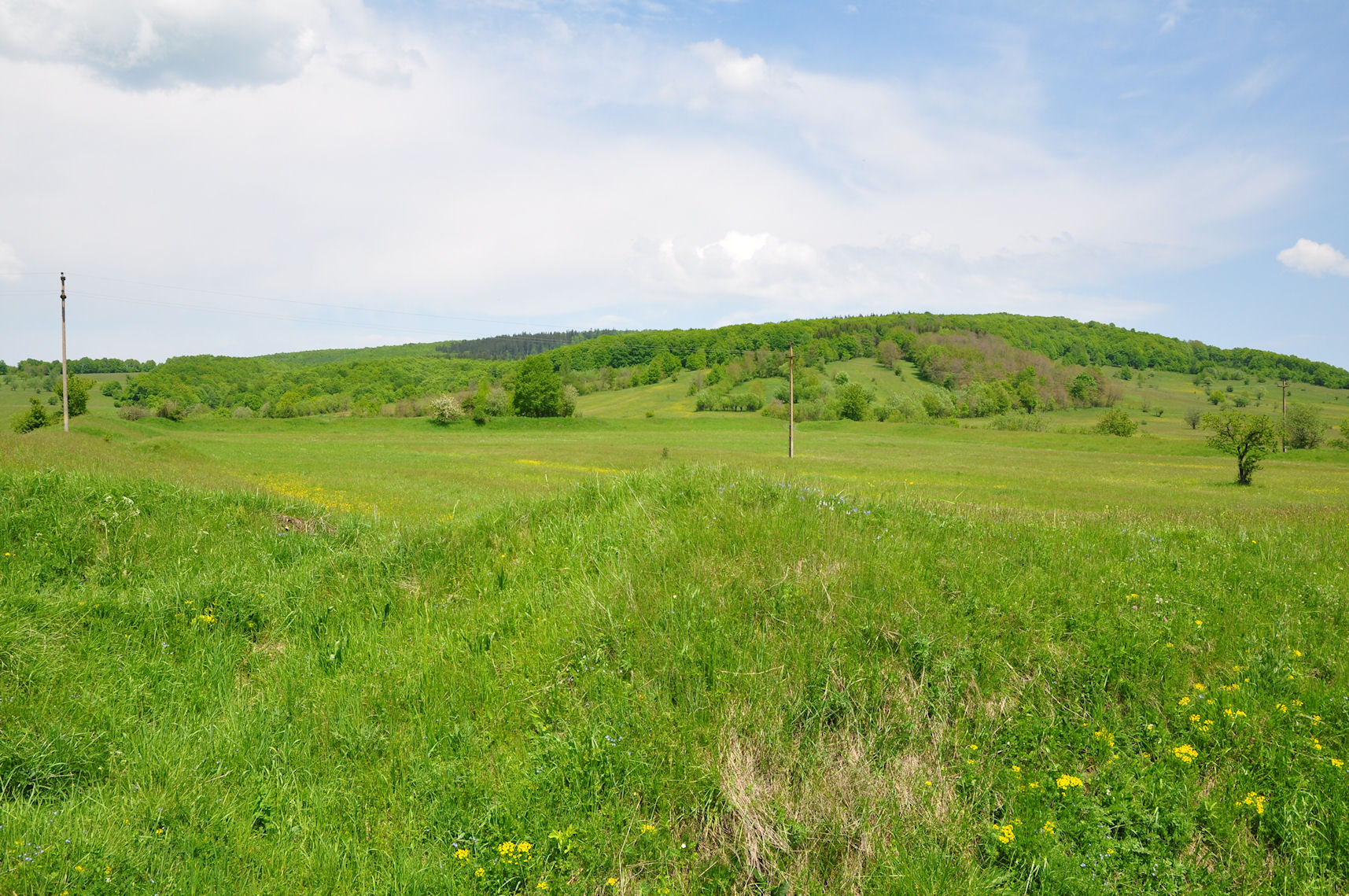
Romeins castrum Angustia
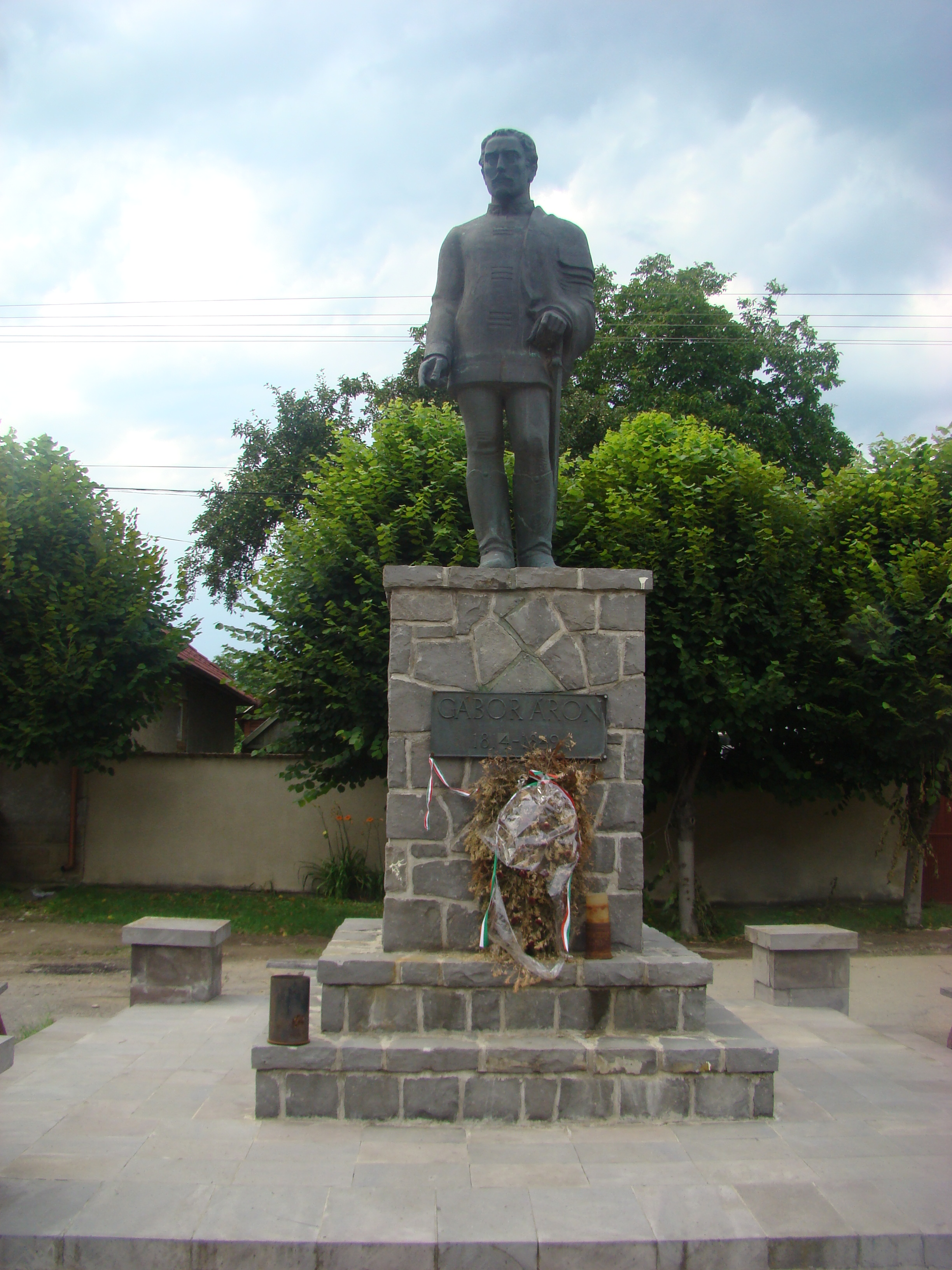
Standbeeld Gábor Áron
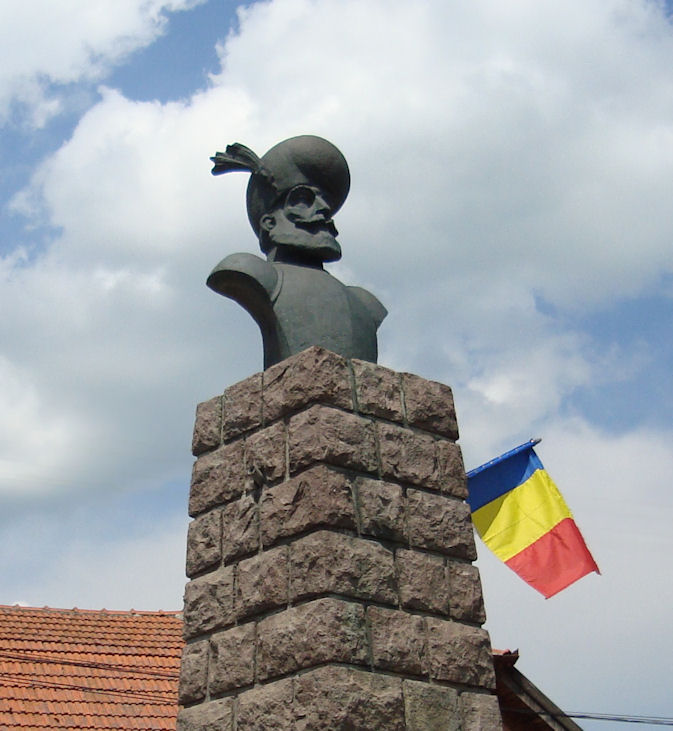
Standbeeld Mihai Viteazu
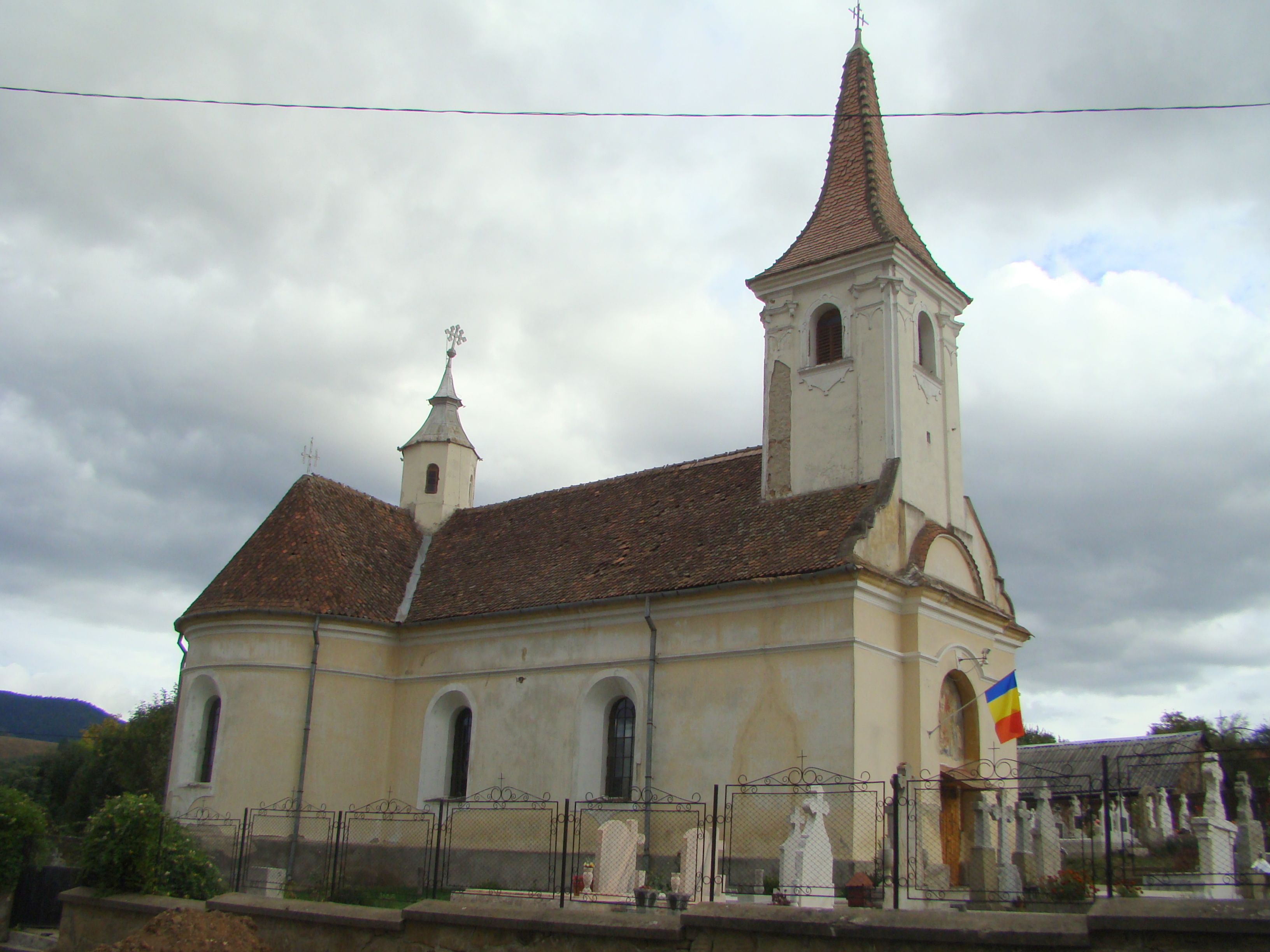
Kerk „Sint Ierarh Nicolae" (monument)
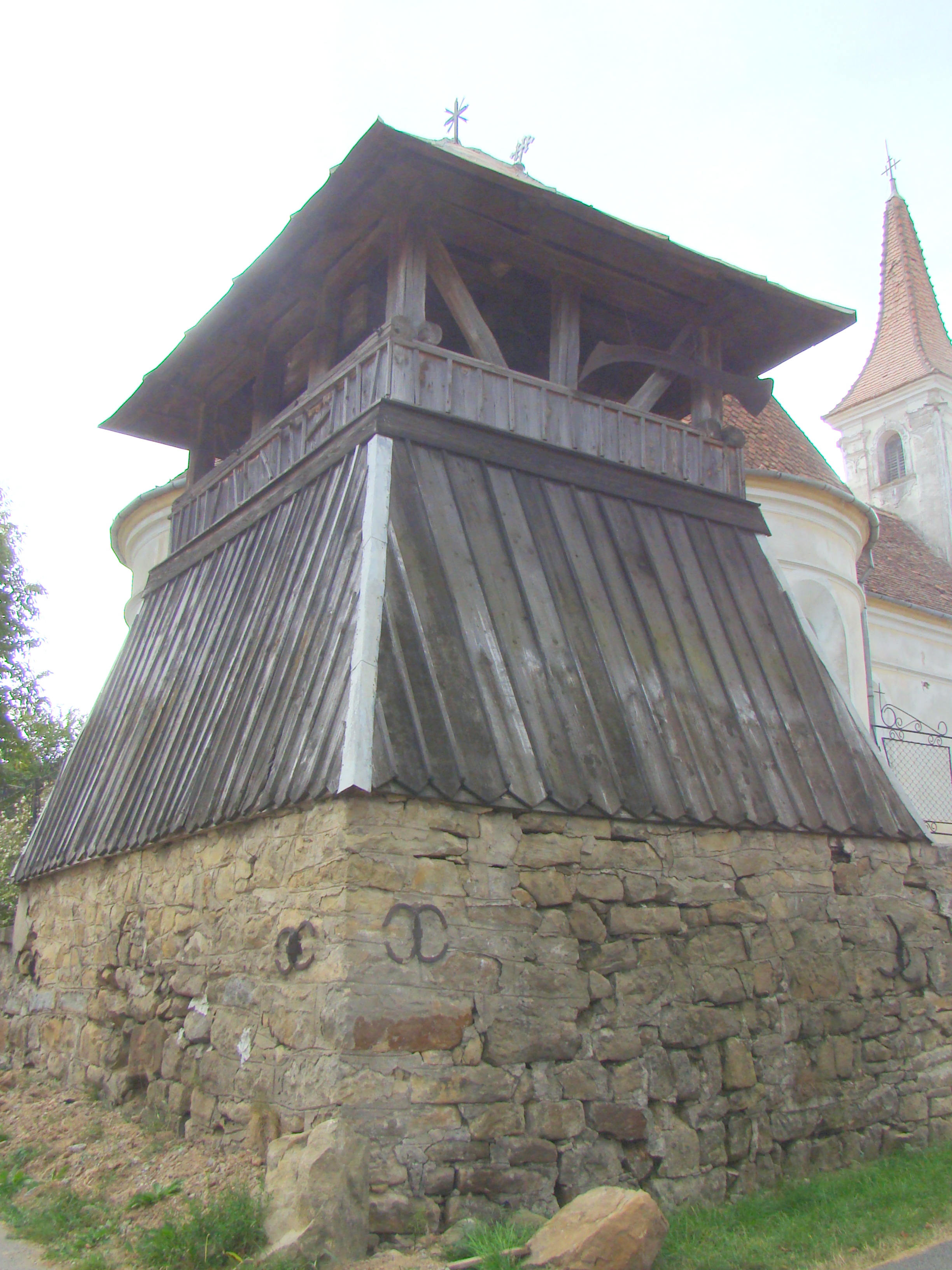
Kerk„Sint Ierarh Nicolae" (clopotniţa de lemn)
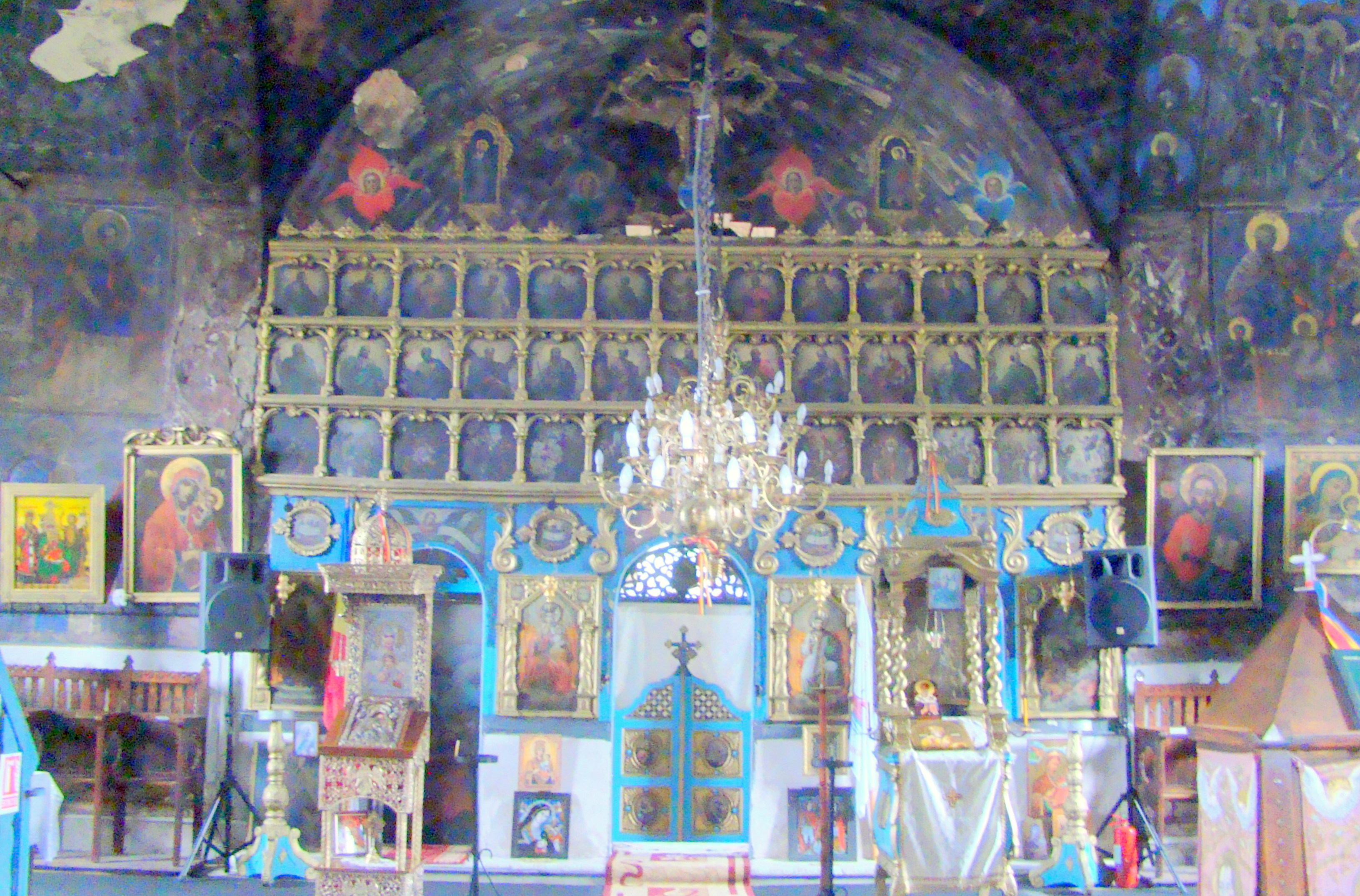
Kerk „Sint Ierarh Nicolae" (iconostaseul)
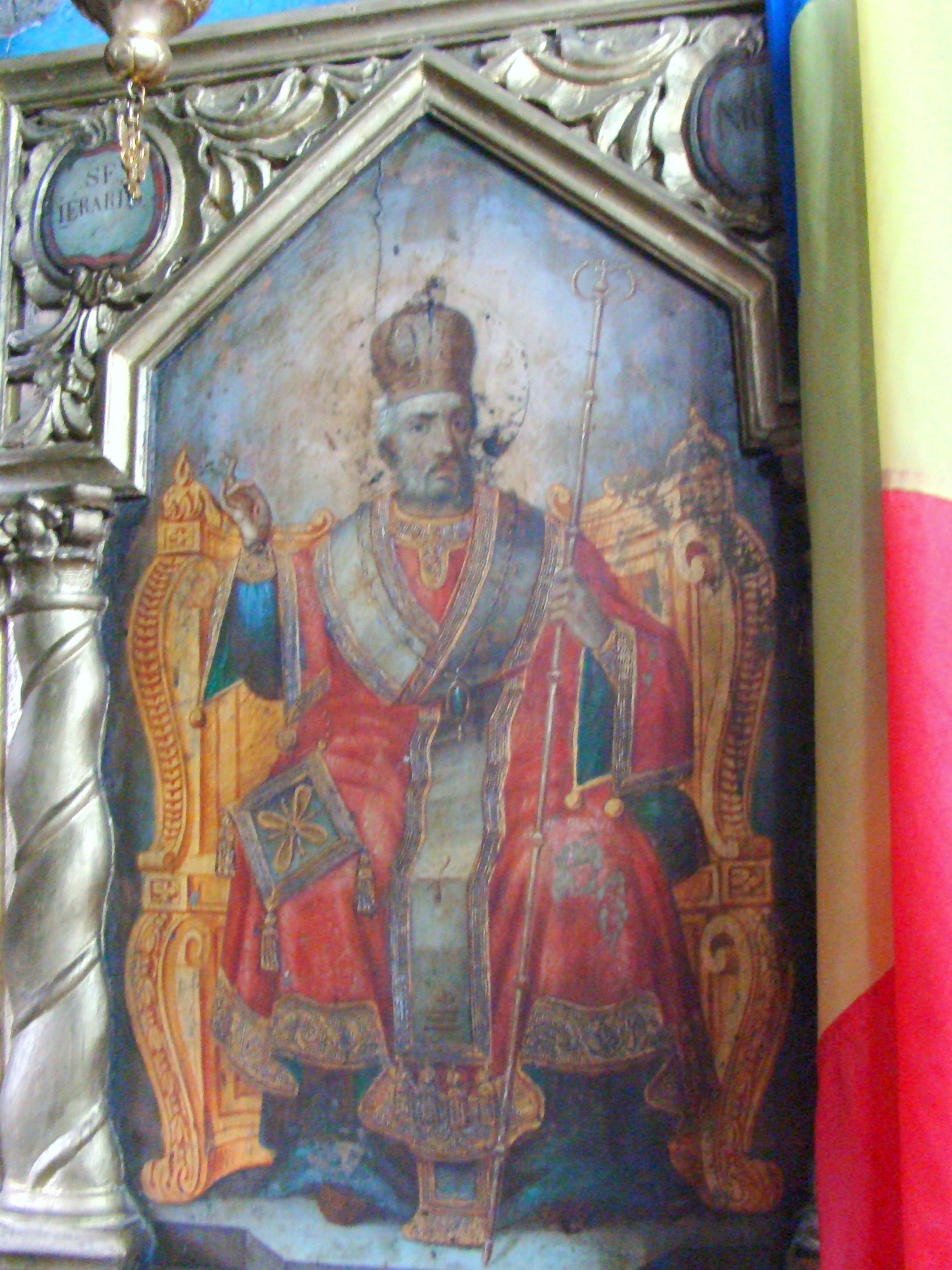
Kerk „Sint Ierarh Nicolae" (icoon hram)